# 龍河洞スカイライン
龍河洞スカイライン（りゅうがどうスカイライン）は、高知県香南市と香美市にある一般道路。高知県道385号香北野市線の一部。かつては一般自動車道事業による有料道路だった。

## 概要

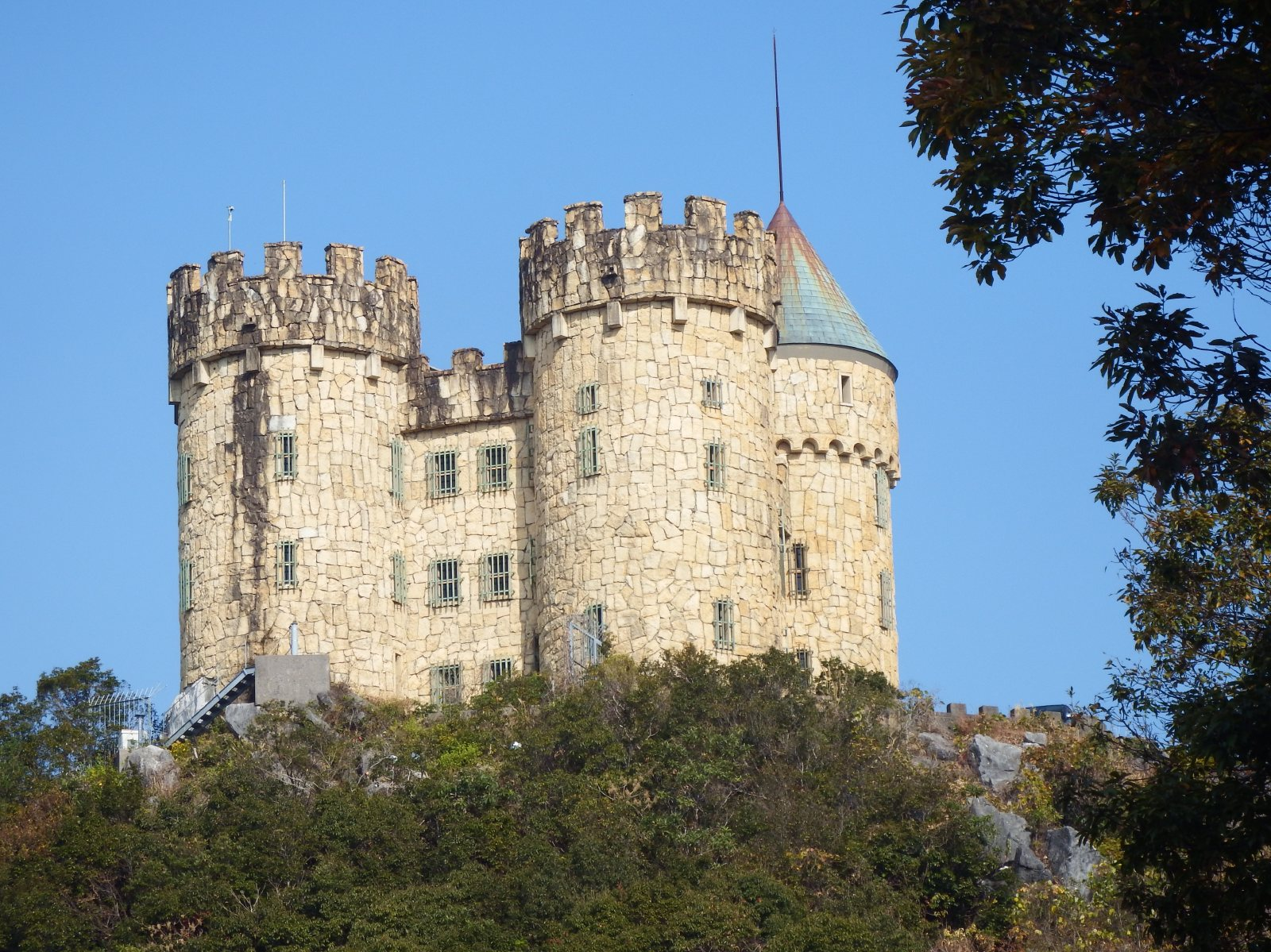
シャトー三宝

- のいち駅辺りから高知県道22号龍河洞公園線を北上する。
- この道への入口T字路にスカイラインの道路標識はなく、「のいち動物公園」という表示のみ。
- 全線2車線でセンターラインは白とオレンジ。路面状況は、落ち葉等が堆積しており良いとはいえない
- 元レストランであった洋風古城の趣のある「シャトー三宝」があったが現在は廃墟となり立ち入ることはできない。

## 解説
- のいち動物公園を過ぎると、ヘアピンカーブが続き山を登っていく、この付近は制限速度30km、上り切ると50kmになる。その道の途中に展望台があるが、駐車スペースはすぐ脇には無くて少し下にあり、平野部を見渡すことが出来る。

- 「龍河洞スカイラインの碑」があり、この道の歴史について記されている。

- 所々に眺めの良い所が何ヶ所かあるが展望所や駐車場はあまりない。この県道からスカイラインに入る所には「龍河洞スカイライン」と書かれたゲートがある。

## 歴史
- 1997年4月1日：龍河洞スカイラインより県へ譲渡。

## 周辺
- 龍河洞
- 龍河洞温泉
- 鏡野公園
- 珍鳥センター
- 龍河洞博物館
- 山田堰跡
- 恵日寺